# Gwacheon
Gwacheon (en coreano:과천시, Romanización revisada:gwacheonsi) es una ciudad en la provincia de Gyeonggi al norte de la república de Corea del Sur. Está ubicada al sur de Seúl a unos 20 km. Su área es de 35.8 km² y su población total es de 72 mil (2010).

## Administración
La ciudad de Gwacheon se divide en 6 barrios (dong).
- Jung-angdong (중앙동)
- Galhyeondong (갈현동)
- Byeol-yangdong (별양동)
- Bulimdong (부림동)
- Gwacheondong (과천동)
- Mun-wondong (문원동)

## Símbolos
- Árbol. el castaño.
- Flor. la azalea real.
- Ave. la paloma.
- Animal. el caballo.

## Ciudades hermanas
- Airdrie, Canadá.
- Nanning, China.
- Shirahama, Japón.
- Burlington, EE. UU.